# Marcelo Filippini
Marcelo Filippini (* 4. srpna 1967 Montevideo) je bývalý uruguayský tenista, specialista na antukový povrch a vítěz turnaje Prague Open v roce 1989.
Vyhrál pět turnajů Asociace tenisových profesionálů ve dvouhře a tři ve čtyřhře. Nejlepším grandslamovým výsledkem bylo čtvrtfinále French Open 1999, kam postoupil nečekaně jako kvalifikant bez ztráty setu a prohrál s Andre Agassim. Byl uruguayským vlajkonošem na Letních olympijských hrách 1996, kde vypadl ve druhém kole.
Byl aktérem nejdelší hry v historii ATP: na turnaji v Casablance roku 1996 odehrál s Albertem Berasateguim třetí game druhé sady, v němž došlo dvacetkrát ke shodě a který trval 28 minut. Filippini při něm ztratil své podání a celkově prohrál 2:6, 3:6.

## Vítězné turnaje

### Dvouhra
- 1988: Båstad
- 1989: Praha
- 1994: Florencie
- 1997: Atlanta, St. Pölten

### Čtyřhra
- 1988: Palermo
- 1992: Florencie
- 1994: Montevideo